# Glory Johnson
Glory Bassey Johnson (* 27. Juli 1990 in Colorado Springs, Colorado) ist eine US-amerikanische Basketballspielerin. 

## Karriere
Vor ihrer professionellen Karriere in der WNBA spielte Johnson von 2008 bis 2012 College-Basketball für die University of Tennessee. Sie wurde beim WNBA Draft 2012 an 4. Stelle von den Tulsa Shock ausgewählt, für die sie von 2012 bis 2019 in der nordamerikanischen Basketballliga der Damen spielte.
In der WNBA-Saison 2015 wurden Johnson und ihre damalige Ehefrau, die WNBA-Spielerin Brittney Griner, für sieben Spiele gesperrt, nachdem das Paar am 22. April 2015 wegen gegenseitiger häuslicher Gewalt verhaftet worden war. Es handelte sich um die längste Suspendierung in der Geschichte der WNBA.
Ab 2012 spielte sie in der WNBA-Off-Season für diverse Vereine im Ausland. Seit 2021 steht sie bei dem türkischen Verein Beşiktaş JK unter Vertrag.

## Privatleben
Johnson war seit dem 8. Mai 2015 mit Brittney Griner verheiratet. Am 4. Juni 2015 gab Johnson ihre Schwangerschaft mit Zwillingen bekannt, die mit ihren Eizellen und durch In-vitro-Fertilisation gezeugt worden waren. Einen Tag später beantragte Griner die Annullierung der Ehe mit der Begründung, dass Johnson untreu gewesen sei und sie unter Druck gesetzt habe, die Ehe einzugehen. Nachdem der Annullierungsantrag von einem Gericht abgelehnt worden war, wurde die Ehe schließlich im Juni 2016 geschieden. Griner wurde zur Zahlung von Unterhalt für die Zwillinge, die am 12. Oktober 2015 zur Welt kamen, verpflichtet.